# Кейша Касл-Гьюз
Кейша Касл-Гьюз (24 березня 1990 , Доннибрукd ) — новозеландська акторка австралійського походження, яка стала відомою завдяки ролі Пайкеї «Пай» Апірани у фільмі «Вершник на китах». Була номінована на кілька нагород, включаючи премію Оскар за найкращу жіночу роль (друга наймолодша особа, номінована в категорії «Найкраща жіноча роль») і премію Асоціації кінокритиків Broadcast Film Critics Award у номінації «Найкраща молода акторка / актриса», яку вона виграла.
Касл-Гьюз знялася в різних фільмах, включаючи «Гей, гей, це Естер Блюбургер», «Моє серце» та «Зоряні війни: Помста ситхів». Вона також зіграла роль Марії з Назарету у фільмі 2006 року «Історія Різдва». У 2015 році приєдналася до акторського складу телесеріалу HBO «Гра престолів» у 5-му сезоні в ролі Обари Сенд.

## Раннє життя
Касл-Гьюз народилася в 1990 році в Доннібруку, Західна Австралія, у матері народу Маорі Дезре Гьюз і Тіма Касла, батька-англо-австралійця. Її сім'я переїхала до Окленда (Нова Зеландія), коли їй виповнилося чотири роки. Громадянство отримала у 2001 році. Касл-Гьюз відвідував середню школу Пенроуза і закінчила коледж Нової Зеландії в Окленді.

## Кар'єра
У 2002 році Касл-Гьюз дебютувала у фільмі «Наїзник на китах», в якому зіграла головну роль Пайкеа Апірани (Пай). Для неї, школярки з Окленда, це був дебют на знімальному майданчику наприкінці 2001 року в Новій Зеландії. Касл-Гьюз отримала широке визнання критиків за свою гру. А в 2004 році була номінована на премію "Оскар" за найкращу жіночу роль. На 76-й церемонії вручення премії нагорода дісталася Шарліз Терон за фільм «Монстр». Утім Кейша в 13-річному віці стала наймолодшою людиною, номінованою в цій категорії на той час, і другою полінезійською актрисою, після Жоселін Лагард, яку номінували на «Оскар».
Невдовзі, після цією ролі, знялася в суперечливому музичному кліпі Прінса «Cinnamon Girl» і для журналу Vanity Fair. У 2004 році Касл-Гьюз запросили приєднатися до Академії кінематографічних мистецтв і наук.
У 2005 році Касл-Гьюз зіграла невелику роль королеви Апайлани у фільмі «Зоряні війни: Помста ситхів». У 2006 році вона зіграла головну роль Діви Марії в «Історії Різдва» («Божественне народження»). Критик Нью-Йорк таймс А. О. Скотт сказала, що акторку, «здавалося, абсолютно не бентежили вимоги до ролі Марії. Їй вистачило виваженості та розуму, щоб зіграти персонажа не як ікону материнства, а скоріше як упертого, вдумливого підлітка, перетвореного немислимою відповідальністю». Фільм на християнську тематику заробив 8 мільйонів доларів протягом першого тижня, але його касові збори різко зросли протягом тижня Різдва.
У 2008 році Касл-Гьюз знялася в австралійській комедійно-драматичній картині «Гей-гей, це Естер Блюбургер», яка була знята наприкінці 2006 року.
Касл-Гьюз возз'єдналася з новозеландським режисером Нікі Каро для екранізації фільму «Успіх винаря», міжнародна прем'єра якого відбулася у вересні 2009 року.
Касл-Гьюз зіграла головну роль в японському фільмі жахів «Вампір», а також зіграла повторювану роль сусідки Ексла у фільмі «Всемогутні Джонсони», прем'єра якого відбулася у 2011 році. Того ж року Касл-Гьюз також зіграла другорядну роль у фільмі «Рудий пес» у ролі Рози, ветеринарного фельдшера та дружини Ванно.
У 2014 році Касл-Гьюз зіграла гостьову роль Джоан в американському телесеріалі «Ходячі мерці».
У 2015 році вона приєдналася до акторського складу телесеріалу HBO «Гра престолів» у 5-му сезоні в ролі Обари Сенд. Вона погодилася на цю роль у шоу частково тому, що є шанувальником книг. Касл-Гьюз дізналася, що вона отримала роль увечері, коли вийшов епізод 4-го сезону «Гора і гадюка», в якому помер її екранний батько. Вона пережила досить сильну емоційну реакцію на цю сцену через зв'язок між героями серіалу.
Починаючи з 2020 року, Касл-Гьюз грає Хану Гібсон, аналітика ФБР, у серіалі CBS «ФБР: Найбільш розшукувані».

## Активізм
У 2009 році Касл-Гьюз брала участь у кампанії Грінпіс у рамках кліматичної кампанії SignOn.org.nz. Прем'єр-міністр Нової Зеландії Джон Кі спочатку закликав її «дотримуватися акторської майстерності», але через тиждень запропонував обговорити з нею проблеми за чаєм після того, як вона стверджувала, що знає про них більше, ніж він віддає їй належне[що?].

## Особисте життя
У жовтні 2006 року оголошено, що 16-річна Касл-Гьюз та її хлопець Бредлі Халл чекають на дитину. Їхня донька народилася у 2007 році. Касл-Гьюз і Халл розлучилися у 2010 році після семи років спільного життя.
У 2012 році Касл-Гьюз почала зустрічатися з Джонатаном Моррісоном. Після шести тижнів спільного життя пара заручилася в серпні 2012 року. Їхнє весілля відбулося в День святого Валентина 2013 року. Вони розлучилися в грудні 2016 року.
На початку 2014 року Касл-Гьюз розповіла, що в неї стався біполярний розлад після самогубства телевізійної діячки Шарлотти Доусон.
На початку 2021 року Кейша вийшла заміж за Донні Греймера в Нью-Йорку. Через місяць вона оголосила, що вагітна другою дитиною, донькою, яка народилася в червні того року.

## Фільмографія
| Рік            | Назва                                     | Роль                   | Примітки                                               |
| -------------- | ----------------------------------------- | ---------------------- | ------------------------------------------------------ |
| 2002 рік       | Вершник на китах                          | Пайкея                 | Номінована на премію Оскар за найкращу жіночу роль.    |
| 2005 рік       | Зоряні війни: Помста ситхів               | Королева Набу Апаілана |                                                        |
| 2006 рік       | Різдвяна історія (Божественне народження) | Марія                  |                                                        |
| 2008 рік       | Гей, гей, це Естер Блюбургер              | Сунні                  |                                                        |
| 2009 рік       | Успіх винаря                              | Селеста                |                                                        |
| 2009 рік       | Частинка мого серця                       | Молода Кет             | телефільм                                              |
| 2010 рік       | Легенда про Шукача                        | Майя / Творець         | Епізод: «Творець»                                      |
| 2011 рік       | Mika's Aroha Mardi Gras                   |                        | Телевізійний фільм                                     |
| 2011 рік       | Вампір                                    | Медуза                 |                                                        |
| 2011 рік       | Рудий пес                                 | Роза                   |                                                        |
| 2011–2013 рр   | Всемогутні Джонсони                       | Гея                    | Регулярний серіал — сезони 1-2, Повторюваний — 3 сезон |
| 2012 рік       | Перемотати назад                          | Прія                   | Телефільм, постпродакшн                                |
| 2013 рік       | Викрадена                                 | Ароха                  |                                                        |
| 2014 рік       | Ходячі мерці                              | Джоан                  | Епізод: «Слбтаун»                                      |
| 2015–2017 роки | Гра престолів                             | Обара Сенд             | 8 епізодів                                             |
| 2014 рік       | Цариця Карфагена                          | Сімі                   | фільм                                                  |
| 2016 рік       | Гастролери                                | Донна Манчіні          | телесеріал                                             |
| 2017 рік       | Відважні                                  | Алея                   |                                                        |
| 2017 рік       | Знайдіть свій голос                       | принцеса               |                                                        |
| 2017 рік       | Полювання на людей: Unabomber             | Таббі Мілгрім          |                                                        |
| 2018 рік       | На канатах (серіал)                       | Джессіка Коннор        | Телевізійний мінісеріал                                |
| 2019–2020 роки | ФБР                                       | Хана Гібсон            | два епізоди                                            |
| 2020–2025 роки | ФБР: Найбільш розшукувані                 | Хана Гібсон            | Головна роль                                           |

## Нагороди
| Рік      | Організація                                                | Нагорода                                                        | Фільм                                   | Результат |
| -------- | ---------------------------------------------------------- | --------------------------------------------------------------- | --------------------------------------- | --------- |
| 2003 рік | Новозеландська кіно- і телевізійна премія                  | Найкраща актриса                                                | Вершник на китах                        | Перемога  |
| 2003 рік | Нагорода Асоціації кінокритиків Вашингтона, округ Колумбія | Найкраща актриса                                                | Вершник на китах                        | Номінація |
| 2003 рік | Кінопремія Оскар                                           | Найкраща актриса                                                | Вершник на китах                        | Номінація |
| 2004 рік | Кінопремія «Вибір критиків»                                | Найкращий молодий актор/актриса                                 | Вершник на китах                        | Перемога  |
| 2004 рік | Премія Чиказької асоціації кінокритиків                    | Найкраща актриса                                                | Вершник на китах                        | Номінація |
| 2004 рік | Премія Чиказької асоціації кінокритиків                    | Перспективний виконавець                                        | Вершник на китах                        | Перемога  |
| 2004 рік | Нагороди Image Awards                                      | Видатна актриса в кіно                                          | Вершник на китах                        | Номінація |
| 2004 рік | Нагороди Товариства кінокритиків онлайн                    | Найкращий прорив                                                | Вершник на китах                        | Перемога  |
| 2004 рік | Нагорода Товариства кінокритиків Фенікса                   | Найкраща юнацька роль у головній або другорядній ролі — жінка   | Вершник на китах                        | Номінація |
| 2004 рік | Нагороди Гільдії кіноакторів                               | Видатна гра жіночої акторки у ролі другого плану                | Вершник на китах                        | Номінація |
| 2004 рік | Teen Choice Awards                                         | Найпопулярніша кінозірка — жінка                                | Вершник на китах                        | Номінація |
| 2004 рік | Премії молодого артиста                                    | Найкраща молода актриса в міжнародному фільмі                   | Вершник на китах                        | Перемога  |
| 2007 рік | Премії молодого артиста                                    | Найкраща роль у повнометражному фільмі — головна молода актриса | Історія Різдва (Божественне народження) | Номінація |
| 2009 рік | Qantas TV and Film Awards                                  | Найкраща жіноча роль другого плану                              | Частинка мого серця                     | Перемога  |